# 无氧运动

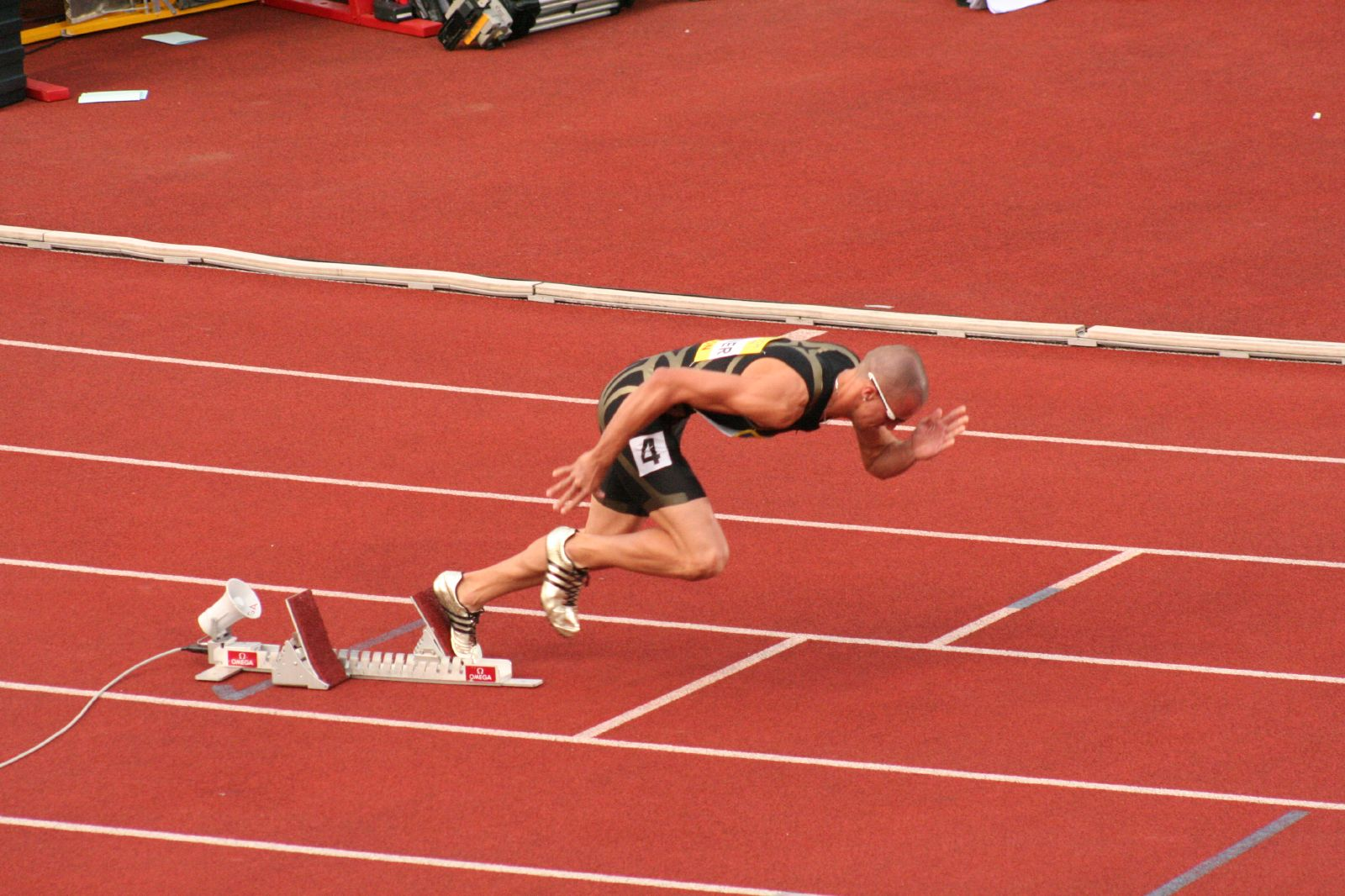
无氧运动

福克斯与哈斯克尔公式

无氧运动（英語：Anaerobic exercise）是强度足够引起乳酸形成的體能鍛煉。非耐力运动的运动员使用無氧運動增强力量、速度和能力，健美运动员則用該類運動打造肌肉量。利用无氧运动发展的那套肌肉能量系统与有氧运动发展出来的系统是不一样的，良好的无氧供能系统使得人在短时间、高强度活动中具备更好的表现力，持续时间仅几秒钟到两分钟。

## 代谢
无氧代谢，或称为无氧能量消费，是全身代谢能量消费的一部分。快缩肌（与慢缩肌相比）运动使用无氧代谢系统，因此任何需要募集快缩肌纤维的动作都会增强无氧能量消费。上至四分钟的强度运动（如一英里赛跑）中无氧能量消费所占比例依然很大。尽管高強度間歇訓練基于如跑步、骑自行车和划船等的有氧运动，但超过最大心率的90%时仍会变成无氧运动。尽管目前仍有许多看似合理的方法可以用于测定运动中无氧代谢的比例，但无氧能量消费很难去准确量化。
相比之下，有氧运动是长时间的低强度活动。如走路、慢跑、赛艇和骑自行车等活动需要大量氧气以为长时间运动产生能量（即有氧能量消费）。大多数运动是无氧系统和有氧系统并存的。
无氧能量系统的两种形式是：
1. 高能磷酸，三磷酸腺苷和磷酸肌酸；
2. 无氧糖酵解。

前者被称为无乳酸无氧而后者被称为乳酸无氧系统。高能磷酸在肌肉细胞中以很少的量被储存起来。无氧糖酵解在缺乏氧气的情况下仅使用葡萄糖（和糖原）作为燃料，更确切地说：当有氧代谢所提供的ATP产生速率不够ATP的需求量时，无氧糖酵解就会产生ATP。葡萄糖的迅速分解所产生的结果是形成乳酸（或更确切地说是乳酸在生理pH水平下的共轭碱乳酸盐）。多至30秒的體能鍛煉主要依赖于前者即ATP-CP磷酸原系统。30秒后基于有氧和无氧糖酵解的代谢系统占据主导地位。
无氧糖酵解的副产物，乳酸，曾被认为是对肌肉功能有害的。然而，危害仅在乳酸水平非常高的时候才会发生。乳酸水平升高只是强度训练时期肌肉细胞内外所产生的众多改变之一，仅是肌肉疲劳的产生原因之一。肌肉疲劳是非常复杂的问题。可以通过训练提升肌肉的无氧活动效果。